# Toshiba T1100
T1100 é um laptop fabricado pela Toshiba em 1985. O modelo não continha disco rígido usando disquetes em vez. O CPU era um Intel 8086. Possuía um ecrã monocromático. É um dos primeiros laptops da história.

## Especificações
| RAM               | 256 kb                                                                                                 |
| Keyboard          | 83 teclas, QWERTY                                                                                      |
| Drives            | sem disco rígido; drive interna de disquetes de 3,5", 720 kb; drive externa de disquetes 5,25", 360 kb |
| Resolução do ecrã | Modo Gráfico: 640×200; Modo de Texto: 80×25                                                            |
| Peso              | 4.1 kg                                                                                                 |